# Iwan Susłoparow
Iwan Aleksiejewicz Susłoparow (ros. Иван Алексеевич Суслопаров; ur. 7 października?/19 października 1897 we wsi Krutichincy, zm. 16 grudnia 1974 w Moskwie) – radziecki wojskowy, generał major artylerii Armii Czerwonej.
Iwan Susłoparow był jednym z sygnatariuszy aktu wstępnej kapitulacji III Rzeszy w Reims, reprezentującym ZSRR, jednak bez wiedzy Józefa Stalina.